# Big band au Casino de Paris
Albums de Eddy Mitchell
Retrouvons notre héros Eddy Mitchell à Bercy
(1994) Country-rock à l'Olympia
(1995)
Big band au Casino de Paris est le huitième album live d'Eddy Mitchell enregistré au Casino de Paris et sorti en 1995 sur le label Polydor.

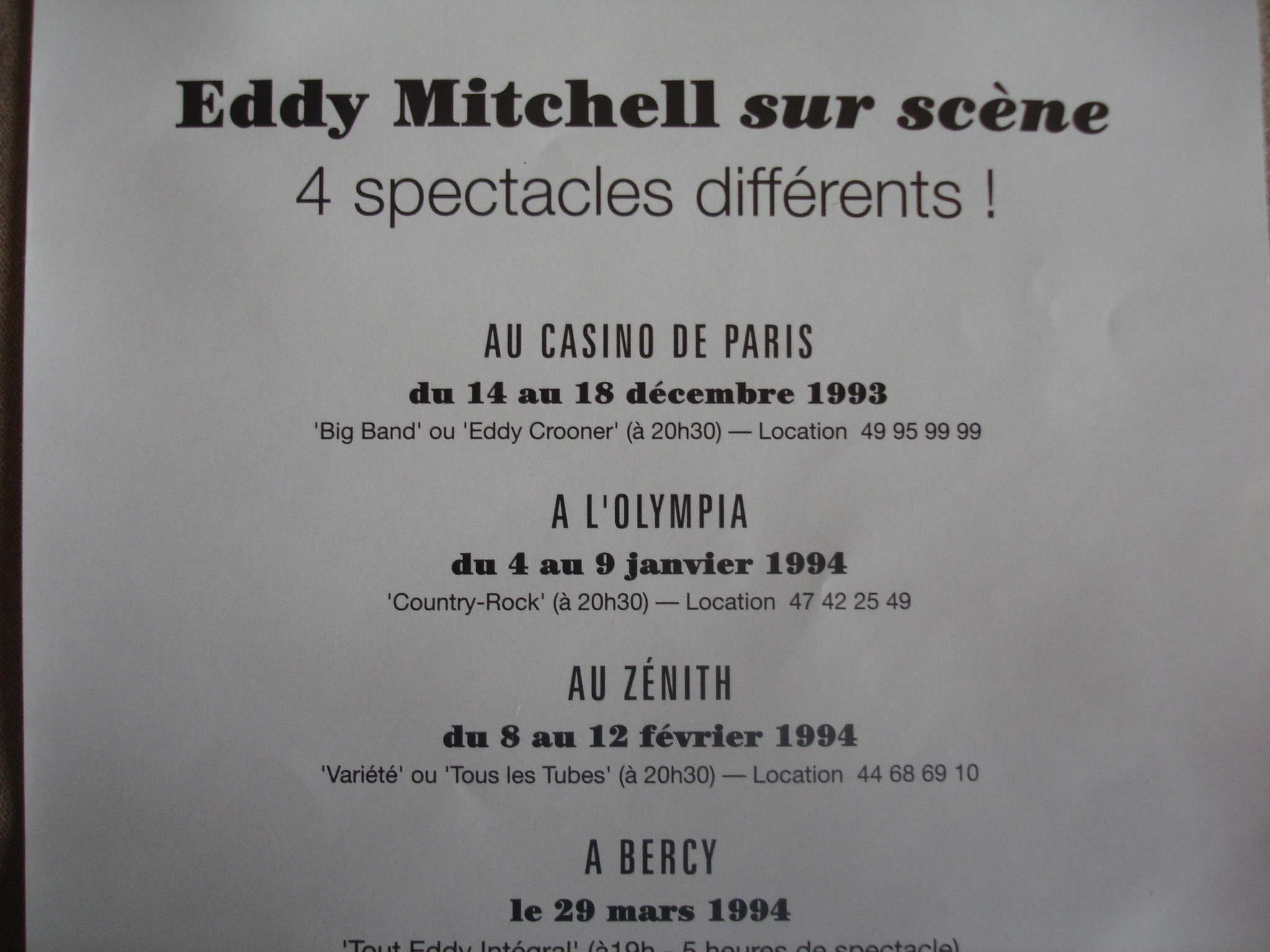
Affiche des concerts

Eddy Mitchell de décembre 1993 à mars 1994, se produit à Paris dans quatre salles différentes : Casino de Paris, Olympia, Zénith et Bercy. À chaque fois, il propose un tour de chant différent. Du 14 au 18 décembre 1993, le Casino de Paris est la première étape du chanteur.

## Liste des titres
| No  | Titre                           | Durée |
| --- | ------------------------------- | ----- |
| 1.  | Je fais le singe (Intro)        |       |
| 2.  | Comment t'es devenu riche ?     |       |
| 3.  | Y'a pas d'mal à s'faire du bien |       |
| 4.  | Fauché                          |       |
| 5.  | Le Blues du blanc               |       |
| 6.  | Stressé                         |       |
| 7.  | Petite annonce                  |       |
| 8.  | Under the Rainbow               |       |
| 9.  | Vigile                          |       |
| 10. | Cœur solitaire                  |       |
| 11. | Vieille canaille                |       |
| 12. | Le Temps qui passe              |       |
| 13. | Que reste-t-il de nos amours ?  |       |
| 14. | Oldie But Goodie                |       |
| 15. | Le Cimetière des éléphants      |       |
| 16. | Otis                            |       |
| 17. | Pas de boogie woogie            |       |
| 18. | Couleur menthe à l'eau          |       |
| 19. | Je fais le singe (Final)        |       |